# NGC 961
NGC 961 è una galassia a spirale magellanica barrata situata nella costellazione della Balena, a una distanza di circa 52 milioni di anni luce dalla nostra Via Lattea.

## Scoperta
La galassia è stata scoperta il 27 novembre 1880 dall'astronomo francese Édouard Stephan e inserita nel New General Catalogue con il codice NGC 1051. La stessa galassia fu poi osservata nel 1886 dall'astronomo statunitense Ormond Stone e inserita nel New General Catalogue come NGC 961. La galassia fu poi nuovamente osservata il 28 gennaio 1892 dall'astronomo francese Stéphane Javelle e inserita nell'Index Catalogue con la designazione IC 249.

## Descrizione
NGC 961 ha una classe di luminosità V e presenta una larga riga a 21 cm dell'idrogeno neutro.

## Gruppo di NGC 1084
NGC 961 appartiene al Gruppo di NGC 1084, un raggruppamento che comprende 14 galassie. Quelle inserite nel New General Catalogue sono: NGC 988, NGC 991, NGC 1022, NGC 1035, NGC 1042, NGC 1047, NGC 1051 (=NGC 961), NGC 1052, NGC 1084, NGC 1110 e NGC 1140. Queste galassie, tranne NGC 1047 e NGC 1140, sono incluse anche nella lista pubblicata sul sito Un Atlas de L'Univers di Richard Powell. Powell designa il raggruppamento come Gruppo di NGC 1052.